# تشان كا تشونغ
تشان كا تشونغ (بالصينية: 陳嘉晉) (16 أغسطس 1988 في الصين - ) هو مدرب كرة قدم ولاعب كرة قدم صيني في مركز الدفاع. لعب مع نادي جنوب الصين ونادي كيتشي وResources Capital FC ‏ وهونغ كونغ بيغاسوس ‏ وYuen Long FC ‏.

## وصلات خارجية
- تشان كا تشونغ على موقع قاعدة بيانات كرة القدم.إي يو (الإنجليزية)